# Eremurus furseorum
Eremurus furseorum là một loài thực vật có hoa trong họ Thích diệp thụ. Loài này được Wendelbo miêu tả khoa học đầu tiên năm 1966.